# Helgakviða Hjörvarðssonar

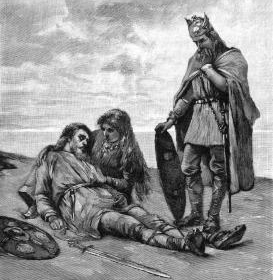
De stervende Helgi vraagt zijn vrouw Sváfa om te hertrouwen met zijn broer Heðinn

Helgakviða Hjörvarðssonar het lied van Helgi Hjörvarðsson" is een gedicht van de Poetische Edda, dat voorkomt in het handschrift Codex Regius, waar het volgt op de Helgakviða Hundingsbana I en voorafgaat aan de Helgakviða Hundingsbana II. Het gedicht vertelt het verhaal van Helgi Hjörvarðsson, verbonden met het verhaal van Helgi Hundingsbani.
Het lied begint met de Noorse koning Hjörvarðr en zijn vier vrouwen: Álfhildr bij wie hij de zoon Heðinn had, Særeiðr bij wie hij de zoon Humlungr had, Sinrjóð bij wie hij de zoon Hymlingr had en een vierde vrouw, mogelijk Sigrlinn waarmee het verhaal begint.
Hjörvarðr wou de mooiste vrouw ter wereld bezitten. Toen hij vernam dat Sigrlinn, de dochter van koning Sváfnir van Suebi de mooiste vrouw ter wereld was, stuurde hij Atli, de zoon van zijn jarl Iðmundr om het meisje voor zich te winnen.
Atli Iðmundsson bleef heel de winter bij koning Sváfnir, maar Fránmarr, de jarl van de koning, vertelde hem, dat koning zijn dochter niet aan koning Hjörvarðr zou geven. Op zijn terugkeer sprak Atli met een vogel, die hem vertelde dat Hjörvarðr Sigrlinn kon krijgen als de vogel de runderen met gouden hoorns en de altaren van de koning zou krijgen. Atli keerde terug naar huis en vertelde koning Hjörvarðr dat zijn zending mislukt was.
De koning besloot, om zelf naar koning Sváfnir te gaan met Atli. Als ze op een berg kwamen, zagen ze Sváfaland branden en zagen ze stofwolken van rijdende krijgers. Het was het leger van koning Hróðmarr die ook naar de hand van prinses Sigrlinn dong en daartoe naar de wapens had gegrepen. Koning Hróðmarr had koning Sváfnir gedood en zocht naar Sigrlinn. In de nacht sloegen koning Hjörvarðr en Atli hun kamp op bij een rivier en Atli zag een huis waar een grote vogel zat. Atli wist niet dat de vogel jarl Fránmarr was, veranderd in vogel om Sigrlinn en zijn eigen dochter Álof in het huis te beschermen. Atli doodde de vogel en trof Sigrlinn en Álof in het huis aan. Koning Hjörvarðr keerde terug met Sigrlinn en Atli met Álof.
Hjörvarðr en Sigrlinn kregen een zoon. Hij was zwijgzaam en op een dag zat hij op een heuvel, waar hij negen Walküren door de hemel zag rijden, waarvan Sváfa de mooiste was. Zij was de dochter van koning Eylimi. Sváfa noemde hem Helgi en liet hem een wens doen, maar hij wou alleen Sváfa zelf. Ze vertelde hem dan over de plaats van een groots zwaard met slangen en magische runen erin gegrift.
Helgi verweet zijn vader koning Hjörvarðr, dat hij de brandschatting van Sváfaland en de dood van koning Sváfnir niet vergolden had. Koning Hróðmarr had nog altijd de rijkdommen van koning Svafnir in zijn bezit. Hjörvarðr gaf Helgi een leger en Helgi vond het magisch zwaard waarover Sváfa hem verteld had. Helgi doodde Hróðmarr en wrook zijn grootvader.
Helgi doodde de Jötunn Hati. Helgi en Atli discuteerden in de Hrímgerðarmál met Hati's dochter Hrímgerðr tot zonsopgang en veranderden de reuzin in steen.
Helgi trok naar koning Eylimi en vroeg de hand van zijn dochter. Koning stemde in en Helgi en Sváfa trouwden.
Voor het Joelfeest zag Helgis broer Heðinn een vrouwelijke trol die op een wolf reed. De trollenvrouw vervloekte hem toen hij haar afwees.
Tijdens het Joelfeest zwoer Heðinn dat hij Sváfa, de vrouw van zijn broer voor zichzelf zou hebben.
Heðinn ontmoette Helgi en vertelde hem over zijn eed. Helgi antwoordde dat een van zijn fylgjas de ontmoeting van Heðin met de trollenvrouw had gezien. Hij zie ook, dat koning Hróðmars zoon Álfr zijn vader wilde wreken en Helgi had uitgedaagd tot een holmgang te Sigarsvoll drie nachten later.
Bij de holmgang met Álfr liep Helgi een dodelijke wonde op en Álfr won. Helgi zond zijn gezel Sigarr naar koning Eylimi om Sváfa te halen voordat hij stierf.
Met zijn laatste adem vroeg Helgi aan Sváfa om met zijn broer Heðinn te trouwen. De broer vroeg Sváfa een kus, voordat hij zijn broer zou wreken.
Helgi en Sváfa reïncarneerden als Helgi Hundingsbane en Sigrún.